# Emily Ausmus
Emily Mary Ausmus (* 12. Dezember 2005 in Baldwin Park (Kalifornien)) ist eine Wasserballspielerin aus den Vereinigten Staaten. Sie gewann bis 2024 einen Titel bei Weltmeisterschaften sowie einen Titel bei Panamerikanischen Spielen.

## Sportliche Karriere
Die 1,75 Meter große Emily Ausmus besuchte die Martin Luther King High School in Riverside und studiert seit 2024 an der University of Southern California. 2022 wurde sie mit dem US-Team Juniorenweltmeisterin.
2023 spielte sie erstmals bei einem großen Turnier in der Nationalmannschaft. Bei der Weltmeisterschaft 2023 verlor die Mannschaft im Viertelfinale gegen die Italienerinnen und wurde nach den Platzierungsspielen Fünfte. Drei Monate später bei den Panamerikanischen Spielen 2023 gewann das US-Team vor den Kanadierinnen, wobei Ausmus im Halbfinale drei Tore warf. Im Februar 2024 bei der Weltmeisterschaft in Doha siegte das US-Team im Viertelfinale gegen die Australierinnen und im Halbfinale gegen die Spanierinnen. Im Endspiel bezwang die Mannschaft die Ungarinnen mit 8:7. Ausmus steuerte insgesamt vier Tore bei. Bei den Olympischen Spielen 2024 in Paris siegte die Mannschaft im Viertelfinale gegen die Ungarinnen. Nach einer Halbfinalniederlage gegen die Australierinnen verlor das US-Team das Spiel um Bronze gegen die Niederländerinnen. Ausmus warf im Spiel um Bronze eins ihrer drei Turniertore.
2025 wurde sie in Salvador da Bahia mit der US-Auswahl als beste Turnierspielerin U20-Weltmeisterin.